# Cosmotoma viridana
Cosmotoma viridana är en skalbaggsart som beskrevs av Lacordaire 1872. Cosmotoma viridana ingår i släktet Cosmotoma och familjen långhorningar.
Artens utbredningsområde är Paraguay. Inga underarter finns listade i Catalogue of Life.